# 荒野八人组
《荒野八人组》（又译作）是一款自由度高的模拟生存类游戏。游戏程序由俄罗斯公司Fntastic开发，HypeTrain Digital出版。玩家将扮演一名在空难中幸存，却又身处于阿拉斯加丛林深处的角色。为了活下去，玩家必须学会合作克服一系列的困难。Fntastic已于2016年5月赢得了一笔来自Kickstarter的资金作为初始研发经费。
试玩版于2016年5月23日通过 Game Jolt 平台发布，尽管这只包括了部分游戏内容，但仍可以借此窥见开发者的思路与游戏的基本框架，比如资源系统、温饱系统、属性升级、建筑、制造等内容。
完整版预计将于2016年秋登陆Steam平台与主机平台。

## 简介
开发者从《暗黑破坏神》、《饥荒》等游戏中获得灵感，结合自身在俄罗斯雅库特地区的生活经验创作了这款游戏。《荒野八人组》的故事建立在一个八人小组飞机失事后荒野生还的基础之上，他们为了生存，必须合作克服重重障碍。在这个过程中，幸存者们的生命无时无刻被无情的自然威胁着。根据官方网站的介绍，玩家必须发展一系列的生存技能以抵御残酷的环境，比方说砍柴以点亮篝火维持适当的温度，制作武器来防御侵略，狩猎等等。
游戏也将支持单人模式。完整版将有更佳丰富的单人与多人内容。

## 发展历程
这是来自萨哈共和国的Fntastic团队的第一部原创大作。团队已赢得了来自Kickstarter公司的一笔五万美元的初始研发投入。同时也通过Indiegogo公司提供的平台发起众筹，截止2016年8月，项目总经费已超过六万美元。